# José Antonio Quirós
Pour les articles homonymes, voir Quirós (homonymie).
Jose Antonio Quiros (Morcín, 1963) est un réalisateur et scénariste de cinéma espagnol.

## Filmographie
- 1990 : Sólo quiero disfrutar contigo(courtmetrage)
- 1992: comamos y bebamos todos de él (cm)
- 1993: que me hagan lo que quieran (cm)
- 1994 : Chasco (cm)
- 1997: solas en la tierra (documentaire)
- 1999 : Pídele cuentas al rey
- 2004 : Gran Casal, me como el mundo
- 2007 : Cenizas del cielo
- 2009: holidays
- 2010: Objetivo Braila
- 2011: Desde Rusia con dolor
- 2012: Despoblados
- 2013: Aquí EL Paraíso
- 2014: Aquí MI Paraíso
- 2015: Todo el tiempo del mundo